# Zázraky z nebe
Zázraky z nebe (v anglickém originále Miracles from Heaven) je americké filmové drama z roku 2016. Režie se ujala Patricia Riggen a scénáře Randy Brown. Film je inspirován knihou Miracles from Heaven od Christy Beam, která popisuje skutečný příběh své dcery. Hlavní role hrají Jennifer Garnerová, Martin Henderson, John Carroll Lynch, Eugenio Derbez a Queen Latifah.
Film byl uveden do kin 16. března 2016. Film získal pozitivní kritiku, především výkon Jennifer Garnerové, a vydělal přes 73 milionů dolarů.

## Obsazení
| Jennifer Garnerová  | Christy Beam                |
| Kylie Rogers        | Anna Beam                   |
| Martin Henderson    | Dr. Kevin Beam              |
| Eugenio Derbez      | Dr. Nurko                   |
| Queen Latifah       | Angela                      |
| Brighton Sharbino   | Abbie Beam                  |
| Courtney Fansler    | Adelynn Beam                |
| Zach Sale           | Dr. Blyth                   |
| Kelly Collins Lintz | Emmy                        |
| John Carroll Lynch  | reverend Scott              |
| Brandon Spink       | Billy Snyder                |
| Hannah Alligood     | Haley                       |
| Wayne Pere          | Ben, Haley otec             |
| Bruce Altman        | Dr. Burgi                   |
| Suehyla El-Attar    | recepční v dětské nemocnici |

## Přijetí
Film vydělal 61,7 milionů dolarů v Severní Americe a 12,2 milionů dolarů v ostatních oblastech, celkově tak vydělal přes 73 milionů dolarů po celém světě. Rozpočet filmu činil 13 milionů dolarů. Za první víkend docílil třetí nejvyšší návštěvnosti, kdy vydělal 14,8 milionů dolarů. Na prvním místě se umístil animovaný film Zootropolis: Město zvířat (37,2 milionů dolarů) a Aliance (29 milionů dolarů).